# Садки (заказник)
Садки́ — колишній ландшафтний заказник загальнодержавного значення в Україні. Розташований у Надвірнянському районі Івано-Франківської області, на південь від села Зелена. 
Площа 995 га. Створений 1974 року. З 1996 року заказник входить до складу заповідника «Ґорґани», 1997 року статус заказника скасовано. 
Являє собою мальовничі кам'янисті розсипи на висоті до 1500 м. з лісовою рослинністю та низкою рідкісних видів субальпійської флори на північно-східних схилах Ґорґан. У лісовому масиві переважають корінні фітоценози пралісового характеру — чисті й мішані ялинові ліси з сосною кедровою, ялицею європейською та буком лісовим. 